# آماریلیس ساوون
آماریلیس ساوون (اسپانیایی: Amarilis Savón‎؛ زادهٔ ۱۳ مهٔ ۱۹۷۴) جودوکار اهل کوبا بود.